# Witte Brigade

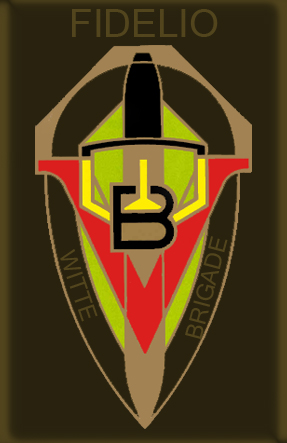
Abzeichen der Witte Brigade

Die Witte Brigade (deutsch: Weiße Brigade) war während des Zweiten Weltkrieges eine Gruppierung innerhalb der belgischen Résistance. Sie wurde im Sommer 1940 von Marcel Louette, Deckname Fidelio, in Antwerpen gegründet. Die Gruppe wurde ursprünglich als De Geuzengroep bekannt, änderte aber nach der Befreiung ihren Namen zu Witte Brigade, und dann zu Witte Brigade-Fidelio, um Verwechslungen mit anderen Gruppen zu vermeiden.

## Charakterisierung der Widerstandsgruppe
Der Name Weiße Brigade wurde gewählt, um den Gegensatz zur sog. Schwarzen Brigade zu betonen. Diese gehörte zur Kollaboration und wurde durch den belgischen SS-Untersturmführer Reimond Tollenaere geleitet.

Das Zentrum der Weißen Brigade war Antwerpen, es gab aber auch weitere Gruppen in Gent, Lier, Aalst, Brüssel, im Waasland, der Wallonie und an der Küste.

Zahlreiche Angehörige der Brigade waren Polizisten; besonders viele gehörten der Polizei von Deurne bei Antwerpen an. Neben Marcel Louette war Monique de Bissy ein weiteres bekanntes Mitglied.

## Aktivitäten
Wichtige Aktivitäten bestanden in der Verbreitung von Nachrichten, die nicht den Stempel der deutschen Zensur trugen, und in der Anlage von Listen, in denen die Namen von Kollaborateuren festgehalten wurden. Außerdem organisierte die Weiße Brigade patriotische Demonstrationen an wichtigen belgischen Feiertagen, wie z. B. am 21. Juli, dem Nationalfeiertag, und am 11. November, dem Jahrestag der deutschen Kapitulation im Ersten Weltkrieg. Die Brigade brachte im Untergrund ihre eigene Zeitschrift heraus mit dem französischen Titel Unis Toujours, bzw. Steeds verenigd auf Niederländisch (dt. etwa: Stets vereint). Es gab ca. 80 Ausgaben. Zusätzlich sammelte die Gruppe militärische Informationen über den Hafen von Antwerpen und über die geplante Invasion Großbritanniens durch die Deutschen. Für alliierte Piloten, die über den besetzten Gebieten abgestürzt waren, wurde Fluchthilfe geleistet. Die Witte Brigade unterhielt Verbindungen mit verschiedenen nachrichtendienstlich arbeitenden Netzwerken (Luc, Bravery und Group Zero). Sie war außerdem die einzige Gruppierung des Widerstandes, die schon in einer frühen Phase des Krieges Kontakt zu den Briten und zur belgischen Exilregierung in London hatte. 

Trotz der Verhaftungswellen gelang es der Witte Brigade, gemeinsam mit weiteren Widerstandsgruppen den Hafen von Antwerpen 1944 vor der Zerstörung durch die deutschen Truppen zu bewahren, so dass er intakt an die Alliierten übergeben werden konnte.

## Verfolgung
Ab 1943 kam es zu zahlreichen Verhaftungen. Bei einem prominenten Mitglied der Gruppe wurde eine Namensliste gefunden, woraufhin 58 Angehörige der Brigade festgenommen und in deutsche Lager gebracht wurden. Allein in einer Razzia in Deurne im Januar 1944 wurden 62 Personen aufgegriffen. Am 9. Mai wurde dann der Gründer der Brigade, Marcel Louette, verhaftet. Wie viele andere Angehörige des belgischen Widerstandes wurde er in das Fort Breendonk gebracht, das der Gestapo als Auffanglager diente. Danach wurde er in das KZ Sachsenhausen deportiert. Louette überlebte und kehrte nach Belgien zurück. Er starb 1978 in Antwerpen. Von den 3.578 anerkannten Mitgliedern der Witte Brigade haben insgesamt 400 Verfolgung und Haft nicht überlebt.